# Virgen niña en éxtasis (Zurbarán)
Virgen niña en éxtasis es el tema de un cuadro del pintor Francisco de Zurbarán que compone la referencia 180 en el catálogo razonado y crítico, realizado por la historiadora del arte Odile Delenda, especializada en este pintor. Existen algunas variantes de este lienzo, de menor calidad, consideradas obras de taller.

## Tema de la obra
Los evangelios canónicos no relatan la infancia de la Virgen María. Algunos evangelios apócrifos —el Protoevangelio de Santiago y el Evangelio del pseudo-Mateo— compensan esta falta de datos narrando, entre otros aspectos, que la Virgen niña había estado a partir de los tres años en el Templo de Jerusalén, educándose y realizando labores de costura con otras doncellas. Algunos exegetas ven en ello un eco del versículo 24:10 del Eclesiástico: «He servido ante Él en el santuario, y en Sion me establecí». La Iglesia católica se mostró tolerante con estos relatos, siempre que no contuvieran nada contra la Fe, ya que podían fomentar la piedad popular.
Zurbarán pintó varios lienzos —encargados por clientes particulares— dedicados a la infancia y a la vida familiar de María. La presente pintura es bastante parecida a otras del mismo tema, y coincide con algunas de ellas en la vestimenta contemporánea, e incluso en los bordados que adornan la  blusa de la niña.

## Análisis de la obra
- Pintura al óleo sobre lienzo; 117 x 94 cm; (116,8 x 94 cm, según el Metropolitan Museum)
- Nueva York, Metropolitan Museum of Art, Fletcher Fund, 1927 (Inv. n °27-137)[4]
- Datación: ca.1640-1645; (ca. 1632-1633, según el Metropolitan Museum)
- Catalogado por Delenda con el número 180 y por Tiziana Frati con el número 67.[5]

La niña aparece rezando, tras haber interrumpido su labor femenina de bordado, con su rostro absorto, enmarcado por una aureola de serafines. Su postura es la propia de la Virgen de la Humildad, sentada en el suelo. Los objetos que la rodean, de ser pintados aisladamente, podrían formar bodegones de gran calidad. A sus pies están esparcidas diversas florecillas de colores que, además de adornar su imagen, simbolizan las virtudes de la futura madre: las flores azules indican fidelidad, las amarillas significan la inteligencia y la madurez. Su figura aparece enmarcada por un cortinaje rojo-morado, que evoca la cortina del Templo de Jerusalén. El cesto de ropa blanca y la jarra de agua aparecen en diversas composiciones de la Virgen. El jarrón con rosas y azucenas, que podría simbolizar el vaso sagrado del Templo, recuerda los bodegones de Juan van der Hamen.

## Procedencia
1. Madrid, colección Aureliano de Beruete (1911);
2. Madrid, colección Darío de Regoyos (herederos de Beruete);
3. Comprado por el Metropolitan Museum en 1926 (Fletcher Fund).[8]